# Odontognathus
Odontognathus is een geslacht van straalvinnige vissen uit de familie van haringen (Clupeidae).

## Soorten
- Odontognathus compressus Meek and Hildebrand, 1923
- Odontognathus mucronatus Lacépède, 1800
- Odontognathus panamensis (Steindachner, 1876)